# Marcos 4

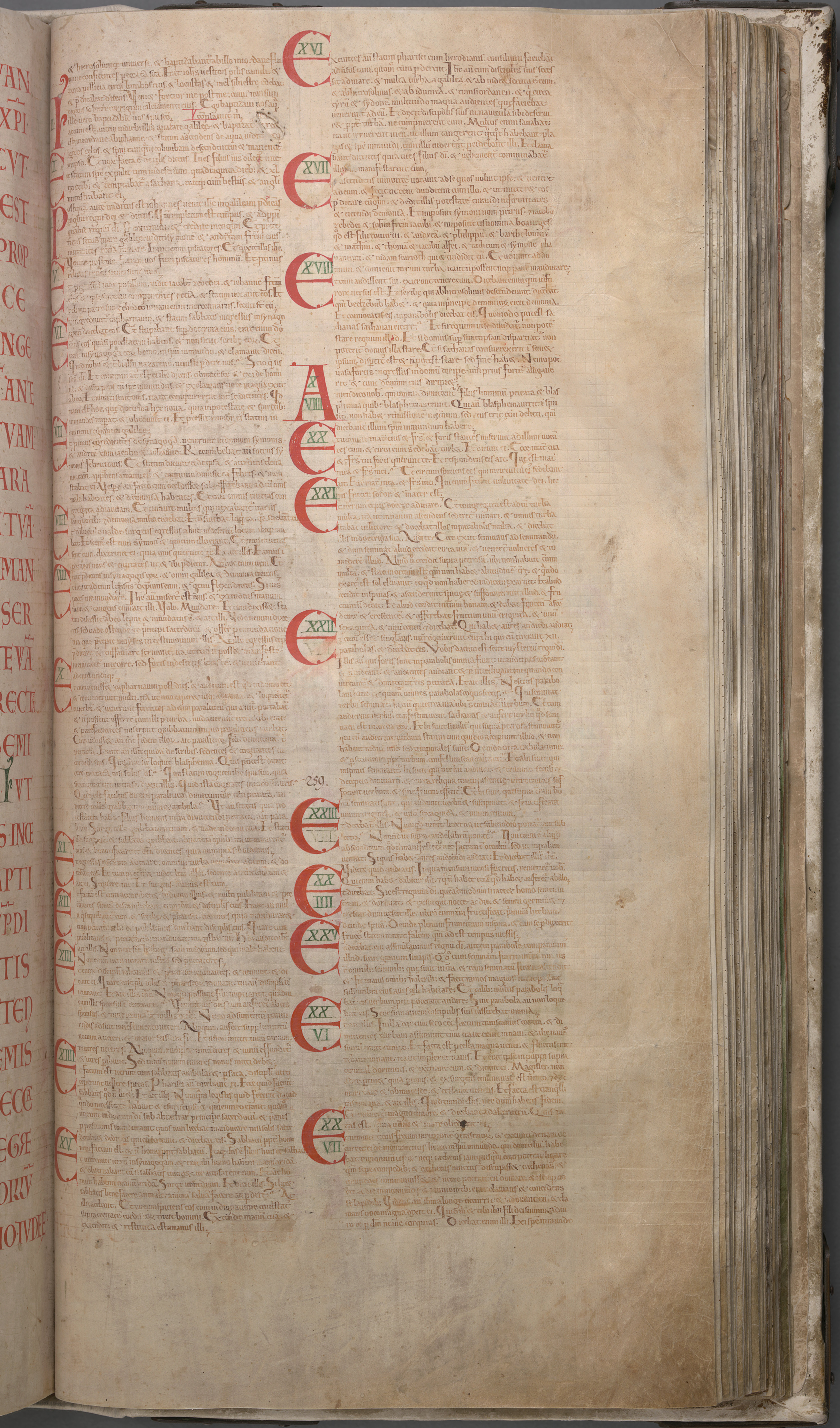
Texto latino de Marcos 1:5-5:8 en el Codex Gigas

Marcos 4 es el cuarto capítulo del Evangelio de Marcos del Nuevo Testamento de Biblia cristiana. Narra la parábola del sembrador, con su explicación, y la de la grano de mostaza. Ambas parábolas tienen paralelos en Mateo y Lucas, pero este capítulo también tiene una parábola exclusiva de Marcos, la Semilla que crece en secreto. El capítulo termina con la tempestad calmada por Jesús.

## Texto
El texto original fue escrito en griego koiné. Este capítulo está dividido en 41 Versículos.

### Testigos textuales
Algunos manuscritos antiguos que contienen el texto de este capítulo son:
- Codex Vaticanus (325-350 d. C.; completo)
- Codex Sinaiticus (330-360 d. C.; completo)
- Codex Bezae (ca. 400 d. C.; completo)
- Codex Washingtonianus (ca. 400 d. C.; completo)
- Codex Alexandrinus (400-440 d. C.; completo)
- Codex Ephraemi Rescriptus (ca. 450 d. C.; completo)

## Parábolas
Jesús va de nuevo (véase Mark 3:7-9) al lago (el Mar de Galilea). Comienza a enseñar junto al mar o "en la orilla", y luego se sienta en una barca, y habla a "una gran multitud" (Mark 4:1). El Pulpit Commentary señala que "el griego adjetivo, según la lectura más aprobada, es πλεῖστος, pleistos, el superlativo de πολὺς, polus, y debería traducirse como 'una multitud muy grande'". La habitación y el pequeño patio ya no bastaban para las multitudes que acudían a él." A partir de ahí, el texto sugiere que "habló muchas cosas en parábolas"; de las muchas, Heinrich Meyer sostiene que Marcos presenta "una selección"..

### Comentario
Las «parábolas del Reino» transmiten una fundada esperanza. Cabe la posibilidad de que Jesús y su obra sean recibidos con oposición, que el Reino de Dios parezca una cosa pequeña, o que los frutos tarden en llegar; sin embargo hay dos cosas ciertas: la «fuerza intrínseca del Reino» y la «seguridad del triunfo final». Al comienzo de su predicación, Jesús anunció la llegada del Reino de Dios. Sin embargo, este Reino no se presenta majestuoso y arrollador según suponían entonces. Nace con la persona de Jesús y su predicación, pero los frutos dependen a su vez de las disposiciones y de la acogida de los hombres. La enseña de la parábola de la medida muestra que es necesario que los discípulos estén vigilantes, y que, como lámparas, no dejen de ser testigos de la palabra de Dios y que no juzguemos el Reino por la pequeñez de los comienzos, porque, como la pequeña semilla, sin que sepamos cómo, dará fruto que supera las previsiones que humanamente se podría esperar.
La parábola es muy usada en la tradición bíblica. El profeta Isaías ya había dicho que la palabra de Dios era como la lluvia, que salía del cielo pero no volvía a él sin dar fruto. Igualmente, el Jesús derrama su palabra por el mundo para que fructifique: en algunos casos se perderá, por falta de acogida, pero en otros dará fruto: en proporciones distintas, pero siempre será fecunda. Este significado, común a los tres evangelios sinópticos, la narración de Marcos enfatiza en la dificultad de comprensión por parte de los oyentes. Las palabras de Jesús, como el Reino que predica, son un misterio: en un primer momento, ni los discípulos ni la muchedumbre las entienden, aunque a sus discípulos se las explica cuando están a solas con Él pero eso no quiere decir que formen parte de una enseñanza escondida o enigmática: como se explica en la parábola de la lámpara, la enseñanza del Señor no está destinada a ser secreta sino pública.

Esto mismo que parecía decir ocultamente, en cierto modo no lo decía ocultamente, ya que no lo decía con el fin de que los que lo habían oído callasen, sino más bien para que lo predicasen por todas partes.

### Lámpara sobre un soporte

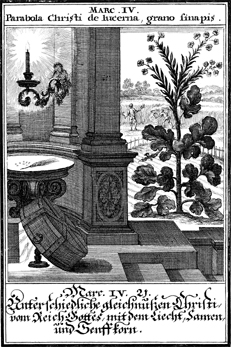
Una ilustración de la parábola de "una lámpara sobre un soporte", junto con la parábola de la semilla que crece, en el Marcos 4.

Jesús habla entonces de una lámpara sobre un candelero, que no se pone en oculto, sino que se deja brillar (Marcos 4:21). Dice: "Porque todo lo que está oculto está destinado a ser revelado, y todo lo que está escondido está destinado a ser sacado a la luz. Si alguien tiene oídos para oír, que oiga" (4:22-23), siendo esta última frase, a juzgar por todos los textos disponibles, una de las frases favoritas de Jesús. También aparece en Lucas 11:33 y quizá en Mateo 10:26-27. "'Considerad cuidadosamente lo que oís', continuó. Con la medida que uséis, se os medirá, y aún más. Al que tiene, se le dará más; al que no tiene, aun lo que tiene se le quitará'". (4:24-25) La Versión Erudita traduce estos Versículos así: "...La norma que apliquéis será la norma que se os aplique, y algo más. De hecho, a los que tienen se les dará más, y a los que no tienen se les quitará incluso lo que tienen". Marcos 4:25 también aparece en la Parábola de los talentos (Mateo 25:29, Lucas 19:26) y Mateo 13:12, Lucas 8:18, Tomás 41. Marcos 4:24 también aparece en Mateo 7:2 y Lucas 6:38.

#### Comentario
La parábola de la lámpara tiene doble enseñanza. Por una parte, enseña que la doctrina de Jesús es luz para todo el mundo y por eso debe ser predicada. Por otra, muestra que el Reino que Jesús anuncia tiene tal fuerza de penetración en todos los corazones que, al final de la historia, cuando venga de nuevo Jesús, no quedará una sola acción del hombre, en favor o en contra de Cristo, que no pase a ser públicamente manifestada.

Al que tiene se le dará…: a quien corresponde a la gracia se le dará más gracia todavía y abundará cada vez más; pero el que no hace fructificar la gracia divina recibida, quedará cada vez más empobrecido (cfr Mt 25,14-30). Por esto, la medida de las virtudes teologales es no tener medida: «Si dices: basta, ya has muerto».

### El Sembrador
La primera parábola que relata Marcos es la parábola del sembrador, con Jesús quizás hablando de sí mismo como sembrador o agricultor, y de la semilla como su palabra. Johann Bengel se refiere a Cristo como el sembrador, junto con otros que proclaman el Evangelio, pero el Comentario bíblico de Jamieson, Fausset y Brown señala que la pregunta, "¿quién es el sembrador? " no se responde aquí, "porque si 'la palabra de Dios' es la semilla, todo esparcidor de esa preciosa semilla debe ser considerado como sembrador".
Gran parte de la semilla no sirve para nada, pero "[alguna] semilla cayó en buena tierra. Surgió, creció y produjo una cosecha, multiplicándose treinta, sesenta o incluso cien veces". (4:8) Sus discípulos no entienden por qué está enseñando en parábolas o incluso cuál es el significado de las parábolas. Más tarde, después de que las multitudes se han ido y Jesús les dice "El secreto del reino de Dios les ha sido dado. Pero a los de fuera todo se les dice en parábolas, para que 'siempre vean, pero nunca perciban, y siempre oigan, pero nunca entiendan; de lo contrario, podrían volverse y ser perdonados'". (4:11-12), con Jesús citando Isaías 6:9-10. [Los primeros cristianos utilizaron este pasaje de Isaías "...para explicar la falta de respuesta positiva a Jesús y a sus seguidores por parte de sus compatriotas judíos" (Miller 21). Reprende a los doce y a "los que le rodeaban", en muchas traducciones, basada en los textos griego y siríaco, pero "los doce que estaban con él" en la Vulgata, por no entenderle, y explica su significado, y que los que aceptan su palabra, es decir, su enseñanza, son los que producirán la gran "cosecha".
Esta parábola se encuentra también en Lucas 8:4-15 y Mateo 13:1-23, y forma Dicho 9 del Evangelio de Tomás.

### La semilla que crece
Siguen la parábola del crecimiento de la semilla (Versículos 26-29) y la parábola del grano de mostaza (Versículos 30-32), cada una mostrando analogías con la naturaleza y pequeños comienzos que producen mucho más al final. Ambas son ilustraciones del crecimiento del reino de Dios. En la semilla que crece en secreto Jesús utilizó la metáfora de un hombre que planta una semilla y luego no le presta atención hasta que "En cuanto el grano está maduro, le mete la hoz, porque ha llegado la siega". (29) Esto se reproduce parcialmente en Tomás 21 El grano de mostaza, dice Jesús, es como el reino de Dios porque empieza siendo la semilla más pequeña y, sin embargo, "...se convierte en la más grande de todas las plantas del jardín, con ramas tan grandes que las aves del cielo pueden posarse a su sombra". (32) Esto está en Mateo 13:31-32 y Lucas 13:18-19. También se dice 20 de Tomás.

#### Comentario
La sencillez de las parábolas de la semilla que crece y del grano de mostaza podrían ocultar su trasfondo. Ambas tienen la idea central del crecimiento, con diversas posibilidades de aplicación: la de la semilla habla de la eficacia intrínseca del Reino y de su desarrollo progresivo; la del grano de mostaza, de la desproporción entre el origen, cuando es la más pequeña de las semillas  y  cuando finalmente es un árbol grandioso.

Cuando concebimos buenos deseos, echamos las semillas en la tierra; cuando comenzamos a obrar bien, somos hierba, y cuando, progresando en el buen obrar, crecemos, llegamos a espigas, y cuando ya estamos firmes en obrar el bien con perfección, ya llevamos en la espiga el grano maduro.

## Grandes milagros

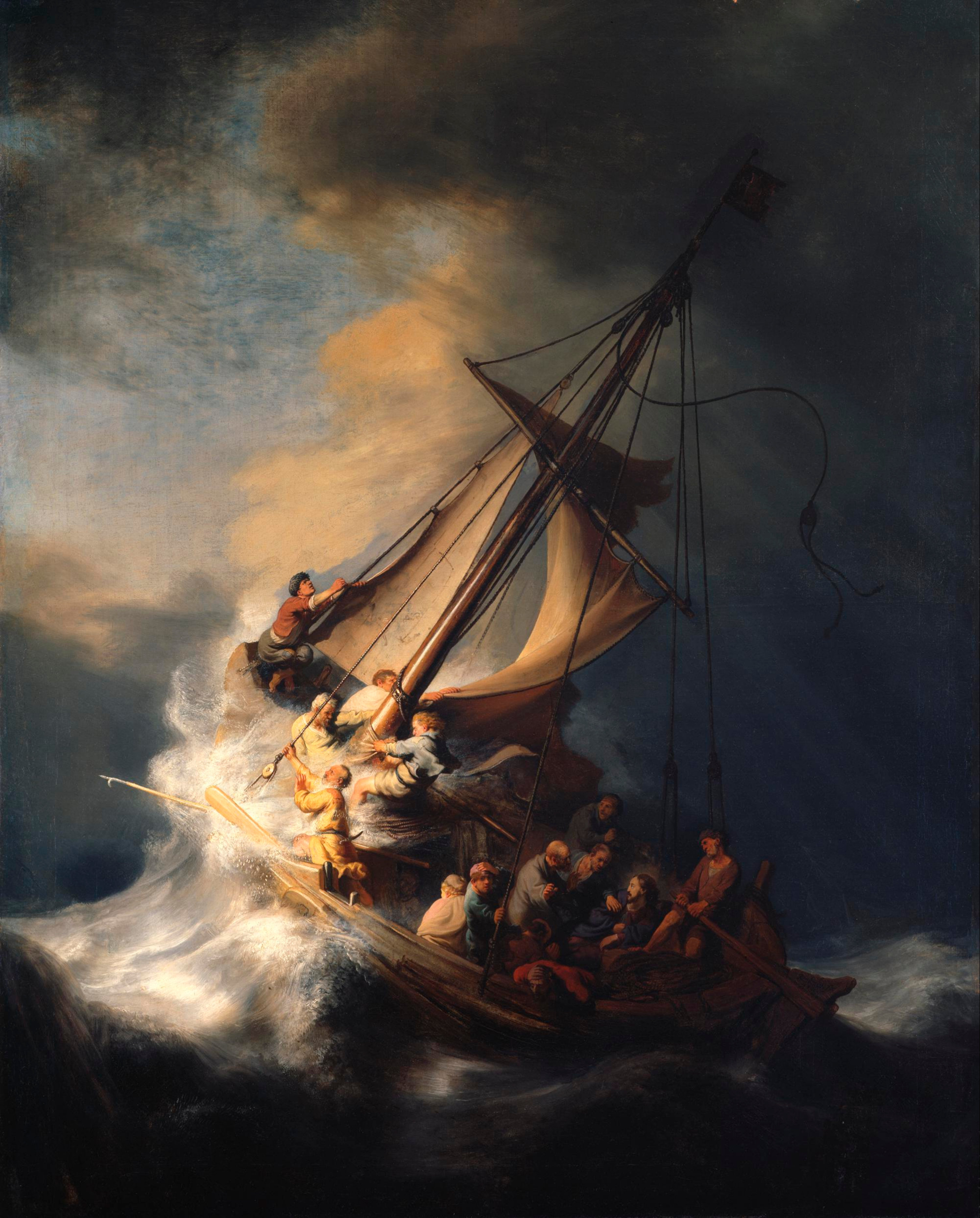
La tormenta en el mar de Galilea de Rembrandt, 1633

Desde 4:35 hasta el final de capítulo 5, "cuatro obras sorprendentes se suceden sin interrupción". Estos relatos de milagros elevan la apuesta sobre los milagros de los que se ha informado anteriormente. Marcos probablemente pretende demostrar la grandeza de la autoridad de Jesús (ἐξουσíα, exousia). El capítulo 4 termina con el relato de Jesús calmando la tempestad en el mar. Está durmiendo mientras cruza el el lago en una barca con sus discípulos. Marcos señala que dejaron una gran multitud, que lo llevaron "tal como era" y que otras barcas estaban con él. Se desata una tormenta y lo despiertan frenéticamente:
Se levantó, reprendió al viento y dijo al mar: "¡Paz! ¡Calma! Entonces cesó el viento y reinó una calma total... Y ellos, llenos de gran temor, se decían unos a otros: "¿Quién es éste, que hasta el viento y el mar le obedecen?". (Marcos 4:39-41,)
En griego, el  Σιώπα (siōpa) en el versículo 39 significa "silencio", y así se traduce en la Nueva Traducción Viviente y en la Holman Christian Standard Bible.
Dr. R. A. Cole, autor del comentario sobre Marcos en el Nuevo Testamento, escribe:
Debemos recordar que los milagros no son magia sin sentido, sino que están diseñados para mostrarnos quién era Jesús.

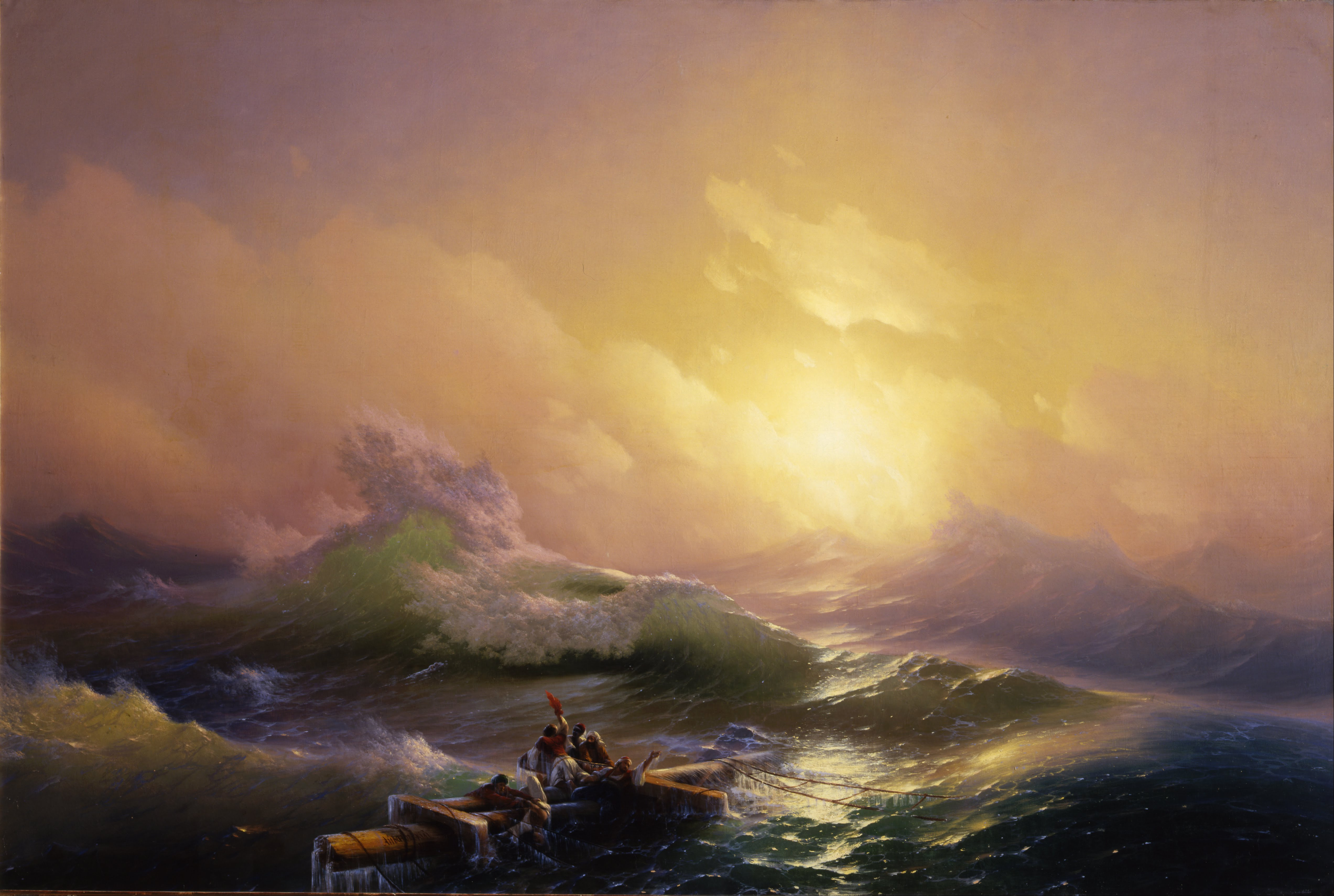
Novena ola por Iván Aivazovski 1817-1900

La historia de calmar el mar y los milagros que siguen demuestran la autoridad de Jesús sobre la naturaleza. Jesús tiene autoridad no sólo sobre los hombres, sino incluso sobre un hombre indomable, liberar al endemoniado no sólo de un demonio, sino de toda un ejército de demonios (véase Marcos 5). En el clímax de estos milagros, Jesús no se limita a curar a los enfermos, sino que resucita a la niña muerta, todo lo cual prepara al lector para un mayor contraste cuando Jesús es rechazado en su ciudad natal de Nazaret (6:1-6]) en Marcos 6.